# Алонзо Черч
Алонзо Черч (Алонзо Чорч) (англ. Alonzo Church; *14 червня 1903, Вашингтон, США — †11 серпня 1995, Гадсон (Огайо), США) — видатний американський математик і логік. Здійснив ряд фундаментальних відкриттів у символічній логіці та теорії обчислюваності, які вплинули на розвиток логіки, внесли суттєві зміни в архітектуру математики в цілому і мали принципове значення для досліджень з основ математики. Автор тези Черча, теореми Черча, лямбда-оператора та похідних понять. Один із творців теорії обчислюваності.

## Біографія
Алонзо Черч народився 14 червня 1903 році у Вашингтоні (Округ Колумбія), де його батько, Черч Семюель Роббінс, був суддею міського суду округу Колумбія. Пізніше сім'я переїхала до Вірджинії після того, як його батько втратив цю посаду через проблеми з очима. За допомогою свого дядька, якого також називають Черчом Алонзосом, він відвідував приватну школу Риджфілд для хлопчиків у Риджфілді, штат Коннектикут. Після закінчення Риджфілд в 1920 році, Черч навчався у Принстонському університеті, де був винятковим учнем та 1924 році здобув ступінь бакалавра. Він опублікував свою першу статтю про перетворення Лоренца і закінчив своє навчання у 1924 році. Після цього Алонзо Черч вступив до аспірантури Прінстонського університету для написання дисертації. Там само в 1927 під керівництвом Освальда Веблена захистив докторську дисертацію. У 1929 році став професором математики в Принстоні, де пропрацював до 1967 року. У 1967—1990 роках викладав у Каліфорнійському університеті в Лос-Анжелесі. Помер у 1995 році; похований у Принстоні.

## Досягнення
- У 1932 році з метою мінімізації кількості логічних операторів ввів спеціальний лямбда-оператор або ж оператор абстракції, який дозволяв по будь-якому функціональному виразу побудувати назву відповідної функції. На основі двох логічних операторів: аплікації (застосування функції до аргументу) та абстракції — збудував т. зв. лямбда-числення, яке мало прислужитися для серйозного дослідження основ математики. Від цих планів довелося відмовитися, оскільки Стівен Коул Кліні довів, що лямбда-числення суперечливе. Подальші розробки теорії оператора лямбда належать Хаскеллу Каррі. Попри суперечливість, лямбда-числення знайшло практичне застосування, полягши в основу функціональних мов програмування, зокрема родини Лісп (наприклад, Scheme).
- У 1935 році (опубліковано в наступному 1936 році) Черч збудував перший приклад нерозв'язної масової проблеми. Цей приклад доводив існування проблем, які в принципі неможливо розв'язати. На основі цього відкриття у 1935-36 роках зусиллями Еміля Поста, Стівен Коул Кліні, Алана Тюрінга і самого Черча була збудована теорія обчислюваності (або розв'язності), яка нині посідає помітне місце в корпусі всієї математики. Черчу належить уточнення поняття обчислюваної функції у вигляді лямбда-означуваної функції.
- Видатним науковим результатом Черча було опубліковане в 1936 році доведення теореми про нерозв'язність першопорядкового числення предикатів. Ця теорема, яка говорить про неможливість механічного обчислення істини, носить назву теореми Черча.
- Найвідомішим досягненням Алонзо Черча є т. зв. теза Черча. В сучасному вигляді вона стверджує, що нечітке інтуїтивне поняття обчислюваної функції збігається з точним логічним поняттям частково-рекурсивної функції.

## Наукова діяльність
Заснував «Журнал із символічної логіки» (Journal of Symbolic Logic), редагуванням в якому займався до 1979 року.

## Праці
- Чёрч А. Введение в математическую логику = Introduction to Mathematical Logic. — М. : ИЛ, 1960. — 486 с.